# Рафаель Марія Баральт
Рафаель Марія Баральт (ісп. Rafael María Baralt; 3 липня 1810, Маракайбо, Венесуела — 4 січня 1860, Мадрид) — венесуельський і іспанський учений, був одночасно математиком (серед перших закінчив військово-математичну академію), інженером, адвокатом, науковим письменником, журналістом, істориком, філологом, поетом, літературним критиком, філософом, дипломатом, політиком, педагогом.

## Біографія
Народився у Венесуелі в сім'ї полковника іспанської колоніальної армії; мати була родом з острова Еспаньйола. Його народження збіглося в часі з початком війни за незалежність в іспанських колоніях, тому незабаром його сім'я через політичні перипетії переїхала в Санто-Домінго (нині Домініканська Республіка), повернувшись до Венесуели в 1821 році. 1827 року вступив до університету Боготи вивчати філософію і латинь, в 1830 році здобув ступінь бакалавра. З 1829 був редактором в газеті «El Patriota del Zulia». 1832 року закінчив військово-математичну академію, до 1835 році працював при військовому міністерстві Венесуели, дослужившись до звання капітана артилерії. 1840 року вирушив до Парижа, де написав історичну роботу «Resumen de la Historia de Venezuela» і філологічну «Diccionario de Galicismos». 13 вересня 1841 року залишив Венесуелу і оселився спочатку в Лондоні, а потім в Іспанії, де жив в Севільї і Мадриді, в цих містах написав більшу частину своїх робіт. Особливо популярною була його поетична ода «Adiós a la Patria» («Прощання з батьківщиною»). Займався видавничою діяльністю на державній службі: деякий час очолював редакцію «Gaceta de la Corona», також був керівником національної друкарні. Став першою людиною латиноамериканського походження, яка стала членом Королівської академії іспанської мови.